# Szabó Róbert Csaba
Szabó Róbert Csaba (Szilágybagos, 1981. április 26. –) erdélyi magyar író, szerkesztő.

## Élete
A középiskolát Szilágysomlyón végezte a mostani Simion Bărnuțiu Főgimnáziumban. 1999 és 2003 között a Babeș–Bolyai Tudományegyetem Bölcsészkarára járt magyar-néprajz szakra. 2004–2005 között A Hét munkatársaként dolgozott kezdetben mint ügyintéző, majd mint szerkesztő. 2005-től a Látó szépirodalmi folyóirat honlapért felelős szerkesztője, 2008-tól főszerkesztő-helyettese. Jelenleg Marosvásárhelyen él.

## Díjai
- Látó-különdíj – Irodalmi Kreativitás Verseny, 1998
- Communitas Alkotói Ösztöndíj – 2006, 2010.
- Gion Nándor Prózaíró Ösztöndíj, 2009.
- Transindex Év Könyve-díj – 2010.
- Writer in Residence Pécs Program – 2012. január
- Mészöly Miklós-díj (2017)[1]

## Kötetei
- Az egész Antarktisz kontinens (a látás, a hallás, az ízlelés, a hang, a tapintás és a szív elvesztése). Marosvásárhely, Mentor Kiadó, 2006 (novellák)
- Kutyák birodalma. Csíkszereda, Bookart Kiadó, 2009 (novellák)
- Bodor Ádám: Állomás, éjszaka. Tízkezes egy Bodor novellára (többekkel); szerk. Varga Réka; Koinónia, Kolozsvár, 2011
- Temetés este tízkor. Csíkszereda, Bookart Kiadó, 2011. (novellák)
- Fekete Dacia – Erdélyi rémtörténetek. Budapest, Libri Kiadó, 2012 (novellák)
- Alakváltók. Budapest, Jelenkor Kiadó, 2016 (regény)
- Vajon Nagyi és az aranyásók; Gutenberg, Csíkszereda, 2017
- Vajon Nagyi és a száguldó város; Gutenberg, Csíkszereda, 2020

## Külső hivatkozások
- Az író blogja
- A Látó folyóirat
- Mentor Kiadó
- Bookart Kiadó
- Libri Kiadó